# Nad lipom 35
Nad lipom 35 je humoristična serija autora Steve Cvikića rađena u produkciji Nove TV. Serija je s emitiranjem započela 15. listopada 2006. godine. Specijal serije pod nazivom "I godina nova" emitirao se svake kalendarske godine u noći sa stare na novu godinu, od 2010. do 2021.
Nasljednik novogodišnjih specijala je specijal "I godina nova 2023." koji se emitirao na novogodišnju noć 31. prosinca 2022., gdje se radnja specijalija događa ne više unutar poznatog kafića nego unutar studija Supertalent emisije.

## Paralela s prijašnjom serijom
Za vrijeme 1990-ih emitirala se serija Jel' me netko tražio? Ova serije je nekakva vrsta nasljednice serije, no uz poboljšanja. U originalnoj seriji bili su samo neki gosti i djelatnici bara, dok su u novoj seriji dodani i stanari iznad bara. Popularna fraza: Jel' me netko tražio, po kojoj je serija dobila ime i danas se koristi u seriji. U novoj verziji serije svoje uloge tumače Ivica Zadro,  Slavko Pintarić Pišta i Branimir Vidić Flika. Sanja Doležal je u Jel me netko tražio? tumačila ulogu novinarke koju od tada tumači Mirna Maras.

## Pregled serije
| Sezona | Sezona    | Epizoda | Premijera sezone    | Kraj sezone        |
| ------ | --------- | ------- | ------------------- | ------------------ |
|        | 1         | 38      | 15. listopada 2006. | 2007.              |
|        | 2         | 42      | 2007.               | 2008.              |
|        | 3         | 23      | rujan 2008.         | 31. prosinca 2009. |
|        | Specijali | 13      | 31. prosinca 2010.  | 31. prosinca 2021. |

## O seriji
Stanovnicima zgrade u susjedstvu probleme stvara lokal u prizemlju koji za gaže angažira nastupe pjevača kao što su Jasmin Stavros ili Jelena Rozga. Nerijetko je otvorena i terasa na kojoj ne baš tiho svira četveročlani sastav i gostujući pjevači. Car lokala je konobar koji svakog poznaje, u sve je upućen i na sve ima komentar, baš kao i njegove redovne mušterije, te oni koji često navraćaju – lokalna novinarka ili pjevačica u usponu. I sve bi bilo u najveselijem redu da iznad lokala ne žive stanari kojima se događanja iz prizemlja nimalo ne sviđaju – stariji bračni par, susjeda usidjelica i predstavnik stanara Neven Bau.
U seriji je gostovalo mnogo glazbenih gostiju kao što su Severina, Jasmin Stavros, Jelena Rozga, Danijela Martinović, Zlatko Pejaković, Boris Novković, Dražen Zečić, Alka Vuica, Joško Čagalj Jole, Hanka Paldum, Jurica Pađen, Mladen Grdović, Vlatka Pokos, Matija Vuica, Fantomi, Novi fosili, Slavonske Lole, Alen Vitasović, Dean Dvornik, Magazin, Mate Mišo Kovač, Josipa Lisac, Lana Jurčević, Luka Nižetić, Antonija Šola, Toše Proeski, Neda Ukraden, Lepa Brena, Željko Samardžić i mnogi drugi.

### Novogodišnji specijal
Na Staru godinu 2010. Nova TV emitiralo se dvosatni specijal "Nova u Dragošju" u kojoj su sudjelovali fiktivni likovi iz dramske serije "Najbolje godine" kao i nekoliko likova iz "Nad lipom 35". 
Na Staru godinu 2013. na Novoj TV emitirao se dvosatni specijal "S Novom u novu 2014" u kojoj je gostovao Radovan Marčić, član žirija kulinarskog showa Masterchef koji se tad emitirao.
Na Staru godinu 2014. na Novoj TV emitirao se dvosatni specijal "S Novom u novu 2015" u kojoj su sudjelovali fiktivni likovi iz humoristične serije "Kud puklo da puklo" kao i nekoliko likova iz "Nad lipom 35".
Glumačku postavu specijala činili Jasna Odorčić (Zlata), Ljubomir Kerekeš (Lale), Velimir Čokljat (Đuka) i Janko Rakoš (Damir) iz "Najboljih godina", Milan Štrljić (Mile), Miodrag Krivokapić (Stipe), Barbara Vicković (Ane) i Jagoda Kumrić (Snježana) iz "Kud puklo da puklo", Radovan Marčić iz Masterchefa, te Nives Ivanković (Miki), Mirna Maras (Nina), Mario Valentić (Luigi), Ivica Zadro (Barmen), Branimir Vidić (Doline) i Damir Mihanović Čubi (Roman) iz Nad lipom 35.
Od glazbenih gostiju nastupili su Severina Vučković, Neda Ukraden, Danijela Martinović, Halid Bešlić, Maja Šuput, Dražen Zečić, Zlatko Pejaković, Mate Bulić, Jasmin Stavros, "E.T." i "Karma".

## Glumačka postava
- Ivica Zadro kao Šef (barmen) (2006. – 2021.)
- Slavko Pintarić Pišta kao Štefek (2006. – 2021.)
- Branimir Vidić kao Zvonimir Doline (2006. – 2021.)
- Tomislav Štriga kao policajac/Oskar (2006. – 2021.)
- Hrvoje Grčević kao Punker (2006. – 2021.)
- Mario Valentić kao Luigi Kenjalo/Dragutin (2008. – 2021.)
- Elizabeta Kukić kao Bosiljka Picek/Doktorica/Šefova žena (2006. – 2012.)
- Jagoda Kumrić kao Nikol/Snježana/Konobarica (2012., 2014., 2019., 2021.)
- Nives Ivanković kao Miki (2006. – 2012., 2016. – 2017.)
- Damir Mihanović Ćubi kao Roman/Neven Bau (2006. – 2020.)
- Žarko Potočnjak kao Srećko Leš/Božo Hajduk (2006. – 2021.)
- Emilija Bunjac kao Maja (2007. – 2011.)
- Duško Gruborović kao Josip Brda (2006.)
- Vanda Božić kao Anđela (2006.)
- Marija Borić kao Anamarija - Ana (2006.)
- Vlatka Grakalić kao Agata Svečnjak (2006. – 2007.)
- Jadranka Matković kao Rebeka Palisander (2006. – 2009.)
- Edo Vujić kao Robert Picek (2006. – 2008.)